# حمید پورکلان
حمید پورکلان (به انگلیسی: Hameed pur Kalan) یک روستا در پاکستان است که در پنجاب واقع شده‌است.